# 大みそか列島縦断LIVE 景気満開テレビ
『大みそか列島縦断LIVE 景気満開テレビ』（おおみそかれっとうじゅうだんライブ けいきまんかいテレビ）は、フジテレビ系列にて2008年より毎年1回、大晦日の朝に生放送されている特別番組である。

## 概要
毎年大晦日の朝に生放送する経済バラエティ番組である。好調な企業に密着取材を行ってヒット商品の裏側を聞き出したり、生中継で当事者にインタビューしたりしながら、日本経済の現状を消費者目線で伝えていく。
2008年に「景気回復テレビ」として開始。細かい改題を繰り返し、2013年より現在のタイトルを使用している。司会者やレポーターなど、吉本興業所属のタレントが多く出演する。招き猫をマスコットとしており、スタジオセットなどに使われている。
スタジオは本社屋内の報道専用のV9スタジオか代替スタジオのV8スタジオを使用しているが、2023年は24階の球体下部にあるスタジオ（かつて『めざまスカイ』の名称で『めざましテレビ』が使用していた場所）が使用された。

## 出演者

### 司会者
- 山里亮太（南海キャンディーズ）  - 第11回から
- 三上真奈（フジテレビアナウンサー） - 第14回から、以前は生中継担当アナウンサー。

### レギュラー
- 石破茂（衆議院議員）
  - 第17回では2024年10月に内閣総理大臣に選出されたことを受けて、総理大臣として本番組の一部時間帯に出演した[2][3]。

### 生中継
- フジテレビアナウンサーから数名出演。
- インディアンス
- ガンバレルーヤ

### ゲスト
- 毎年数名出演。

#### 過去の司会者
- 雨上がり決死隊（宮迫博之・蛍原徹） - 第10回まで
- 古田敦也 - 第10回まで
- 加藤綾子（フリーアナウンサー[4]） - 第10回まで
- 三田友梨佳（フジテレビアナウンサー※当時） - 第11回 - 第13回

#### 過去の生中継
- ミキ（亜生・昴生） - 第11回・第12回[7]
- 和牛（川西賢志郎・水田信二） - 第11回 - 第13回
- 3時のヒロイン - 第13回から
- 見取り図
- フワちゃん

## 放送日時・ネット局
第1回以降、一貫して7:00に開始、約3時間の放送枠(第2回を除く)。ただし放送日が土曜日の場合は、6:00～8:30となる(『めざましどようび』を差し替える形)。
原則、平日は『めざましテレビ』『めざまし8』、土曜日は『めざましどようび』、日曜日は『ボクらの時代』『日曜報道 THE PRIME』を同時ネットしているFNS系列では同時ネットを行う。ただし、2023年現在日曜の放送のみローカルセールスを設定している（通常時『日曜報道 THE PRIME』の後半部分に相当）。
テレビ大分では2009年以降、レギュラー放送している日テレ制作の朝ワイド番組が年内の放送を12月28日頃までで終えているため、当該番組を全編同時ネットしている。（但しスポンサーは時間帯により差し替え）
| 放送回 | 放送日                   | 放送時間（JST） | 放送タイトル                                                   | 備考 |
| ------ | ------------------------ | --------------- | -------------------------------------------------------------- | --- |
| 1      | 2008年12月31日（水曜日） | 7:00 - 9:55     | 大みそか列島縦断LIVE 景気回復テレビ あの"大行列"にあやかるぞSP | テレビ大分では 『ズームインSUPER 3日連続総決算!凝縮!名湯&絶景&グルメ&ふれ合い旅SP』終了後の8:00から飛び乗り。 |
| 2      | 2009年12月31日（木曜日） | 8:00 - 9:55     | 列島縦断LIVE2009 景気回復テレビ                                | |
| 3      | 2010年12月31日（金曜日） | 7:00 - 9:55     | 大みそか列島縦断LIVE ニッポン景気満開テレビ                    | |
| 4      | 2011年12月31日（土曜日） | 6:00 - 8:30     | 景気満開テレビ2011                                             | |
| 5      | 2012年12月31日（月曜日） | 7:00 - 9:55     | 大みそか列島縦断LIVE 景気満開テレビガンバった会社大賞          | |
| 6      | 2013年12月31日（火曜日） | 7:00 - 9:50     | 大みそか列島縦断LIVE 景気満開テレビ2013                        | |
| 7      | 2014年12月31日（水曜日） | 7:00 - 9:50     | 大みそか列島縦断LIVE 景気満開テレビ2014                        | |
| 8      | 2015年12月31日（木曜日） | 7:00 - 9:50     | 大みそか列島縦断LIVE 景気満開テレビ2015                        | |
| 9      | 2016年12月31日（土曜日） | 6:00 - 8:30     | 大みそか列島縦断LIVE 景気満開テレビ2016                        | |
| 10     | 2017年12月31日（日曜日） | 7:00 - 10:00    | 大みそか列島縦断LIVE 景気満開テレビ2017                        | |
| 11     | 2018年12月31日（月曜日） | 7:00 - 9:50     | 大みそか列島縦断LIVE 景気満開テレビ2018                        | |
| 12     | 2019年12月31日（火曜日） | 7:00 - 9:50     | 大みそか列島縦断LIVE 景気満開テレビ                            | |
| 13     | 2020年12月31日（木曜日） | 7:00 - 9:50     | 大みそか列島縦断LIVE 景気満開テレビ2020                        | |
| 14     | 2021年12月31日（金曜日） | 7:00 - 9:50     | 大みそか列島縦断LIVE 景気満開テレビ2021                        | |
| 15     | 2022年12月31日（土曜日） | 6:00 - 8:30     | 大みそか列島縦断LIVE 景気満開テレビ2022                        | |
| 16     | 2023年12月31日（日曜日） | 7:00 - 10:00    | 大みそか列島縦断LIVE 景気満開テレビ2023                        | |
| 17     | 2024年12月31日（火曜日） | 7:00 - 9:50     | 大みそか列島縦断LIVE 景気満開テレビ2024                        | |

## FNN特報 列島縦断LIVE! ようこそ新元号SP
『FNN特報 列島縦断LIVE! ようこそ新元号SP』（エフエヌエヌとくほう れっとうおうだんライブ ようこそしんげんごうスペシャル）は、フジテレビ系列にて2019年4月1日の9:50 - 11:55、「大みそか列島縦断LIVE」をベースに放送された特別番組である。新元号（令和）発表の瞬間をまたいで設定された報道特別番組でもあることから「FNN特報」が冠としてついている。
また、そのこともあり、通常はフジテレビの『ノンストップ!』をネットせずに自社制作生ワイド番組や独自編成にする局もそれらをすべて休止して同時ネット、昼のニュースがFNNであるテレビ大分や通常はANNのテレビ宮崎も同時ネットした。

### 司会者
- 三宅正治
- 加藤綾子

### プレゼンター
- 梅津弥英子
- 木村拓也

### ゲスト
- 的場順三（元内閣官房副長官）
- 金田一秀穂（言語学者）
- 本田望結（女優）
- 岡西佑奈（書家）

## スタッフ
第17回（2024年12月31日放送分）
- 構成：石井成和
- ナレーション：奥寺健、藤本万梨乃（藤本→第17回）、島田彩夏
- 題字：鈴木結葵
- TD/SW：畠山直人（第17回）
- カメラ：八柄哲
- VE：志賀史武
- 音声：河野弘幸
- 照明：安藤雅夫
- 中継統括：米村賢（第16回-）
- 中継TD：木藤崇、細野太郎、二日市匡男（木藤・二日市→共に一時離脱→復帰）
- 技術協力：fmt、共同テレビジョン、バンエイト
- 美術プロデューサー：双川正文
- 美術デザイン：斎田崇史
- 美術進行：大村光之
- 大道具：内堀圭一
- アクリル装飾：松浦由佳
- 装飾：菊池誠（第15回-）
- メイク：山田かつら
- スーパー送出：タイトルアート
- EED・MA：スタジオヴェルト
- 音響効果：杉本栄輔
- TK：西田恵子（一時離脱→復帰）、池田真梨絵（第16回-）
- 編成：村尾一樹（第16回-）
- FD：松岡孝弘（第9回もFD）、土志田智信（土志田→一時離脱→復帰）
- AD：栗原百花、菅野吏紗、西口舞（栗原→第15回-、西口→第16回-、菅野→第17回）
- AP：松本千夏（第13回-）
- ディレクター：佐藤孝樹、加賀義則、加藤綾、磯谷直行、臼井右、鈴木浩人、栗山みゆ（磯谷・栗山→共に第17回、加賀→一時離脱→復帰）
- 総合演出：鈴木こうじ（以前はディレクター→チーフディレクター）
- プロデューサー：鹿嶋豪心（第16回-）、鈴木カッパ（鈴木孝、以前は総合演出）
- チーフプロデューサー：成田一樹（第15回-）
- 協力：吉本興業、D-tas（D-t→第12回-）
- 制作：フジテレビニュース総局報道局（第12回までフジテレビ報道局）
- 制作著作：フジテレビ

### 過去のスタッフ
- 構成：木村仁、平和紘、小笠原英樹（以前はおがさわらひできと表記）
- ナレーション：大林宏、榎並大二郎、牧原俊幸、松村未央、武田祐子（武田→一時離脱→復帰）、松元真一郎、福原直英、川野良子
- TP：馬場義土
- TD：藤枝直人（第8回）
- TD/SW：山上祐樹（第8、10回、第9回ではTD、第12回ではSW）、小澤義紀（第12-16回）
- SW：熱田信（第8回では中継）、甲斐匡
- サブSW：柴田元樹
- カメラ：岡田陽（第8回）
- VE：本田純一
- 照明：大野遥平（第8回）、天本光一、小林敦洋、高木一成（高木→一時離脱→復帰）
- 回線：渡辺壮一郎、宮原陽一、篠原一成、冨吉政貴（冨吉→一時離脱→復帰）
- 中継統括：峯武史、伊東浩文（伊東→第14回、以前は中継TD）、久保田晃司（久保田→第15回）
- 中継：雨宮弘、背戸浩富美、佐々木信和、西條直人、吉村達夫、柿山翔一、井原伸之、岩崎雅史、伊東誠一、向山優士、福岡優紀、佐野裕一、山本宏、滝田翼、伊藤浩二
- 中継TD：吉本憲司、國谷哲男、松永政博、白石一博、鈴木健司（鈴木→以前は中継TD→中継統括）、松永政孝、芹澤将也、古川毅、坪谷健太郎、林口貴久（林口→第13回は中継統括、芹澤・古川・木藤・林口→共に一時離脱→復帰）
- 技術協力：石川テレビ放送、仙台放送、岡山放送（共に第8回）、テレビ熊本、谷沢製作所（共に第9回）、アクト・ディヴァイス、地名伸一、三信電気（三信→第9回）
- 映像協力：北海道文化放送
- 美術プロデューサー：豊田亮介
- 美術進行：杉山宏樹（第8回）、服部孝志
- 大道具：裏隠居徹（第8回）、倉持繁
- アクリル装飾：松本健
- 電飾：石井誠
- 生花装飾：小柳幸絵
- 特殊装置：桑島亮太
- 特殊装置：青木紀和
- メイク：落水
- 道具提供：でん舎（第14回）
- 撮影：阿部出、平野望、伊東智志、藤田竜一郎（全員第8回）、宮田澄隆、福田安美、菊島惇子（全員第9回）
- 編集：渡辺崇、菱沼隼多、長島裕之、柳下昌路
- 音効：小川慶一、本間孝男、江口尚人、井田剛博（井田→一時離脱→復帰）、山下はるか、泉野宥哉（山下・泉野→共に第15回）
- TK：長谷川夏子、山田愛、橋本彩乃、後藤広子、山口佳奈絵（山口→第13,14回）、高橋由佳（高橋→一時離脱→復帰）
- 編成：御旅屋俊之（第8回）、矢野哲慈（第9回）、赤池洋文（第10回）、東園基臣、門脇寛至、安藤明（共に第11回）、速水大介、上原寿一、深田梨沙（共に第12・13回）、田中晋太郎、鈴木康平、西毅（共に第14回）、酒井綜一郎（酒井→第15回）
- 企画：安永英樹（第12回、以前は総合演出）
- 広報：福崎康裕（第8回）、東野真里奈（第9回）、藏内彩季子（第12回）、長谷川智子（第13,14回）、山本剛志（第15回）
- FD：町田香織、長南里英（長南→一時離脱→復帰）
- AD：長井翔汰、滝沢知志、金正榮、井之川史歩、矢島翔大（全員第8回）、工藤美里（工藤→第9回）、河合恭兵、榎本里香、常磐碧（常磐→第13,14回）、志賀彩珠美、大石健介（共に第14回）、森井和輝、大熊弘樹（森井→一時離脱→復帰、大熊→第13-15回、森井・栗原→共に第15回）、小野恵里、阿部麟太郎（小野・阿部→共に第16回）
- AP：河本伊世
- ディレクター：瀧秀一、相馬有香理、相澤航太（瀧〜相澤→第8回）、宮沢武明、寺田慶裕、角田浩基、大滝祐平、尾崎浩一（尾崎→一時離脱→復帰）、田渕裕介、宮地夏奈（宮地→第9回ではAD）、千代理乃、磯野靖夫、大和田毅、田渕裕之、小林浩、衣笠敦、下条寛子（小林・衣笠→共に一時離脱→復帰）
- PD：森利由貴
- プロデューサー：稲冨聡（よしもとクリエイティブ・エージェンシー、第8回）、安部猛彦（第8回）、亀井俊徳（よしもとクリエイティブ・エージェンシー）、吉澤健一
- チーフプロデューサー：石田英史（以前はプロデューサー）
- 制作協力：高知さんさんテレビ

## 不祥事
2023年12月31日放送の番組内で、都内の入浴施設を生中継した際に一般の男性客の全裸及び局部が映り込んでしまうハプニング（放送事故）があった。中継先のガンバレルーヤの2人は驚きつつも明るく対応したが、スタジオに切り替わった際に三上真奈アナウンサーが「先程の中継で一部不適切な映像が流れました。お詫びいたします」と謝罪した。